# タンパ・ユニオン駅
タンパ・ユニオン駅（英語：Tampa Union Station）はフロリダ州タンパ ノース・ネブラスカ・アヴェニュー601にある駅。全米各地を結ぶ旅客鉄道のアムトラックが乗り入れている。

## 概要

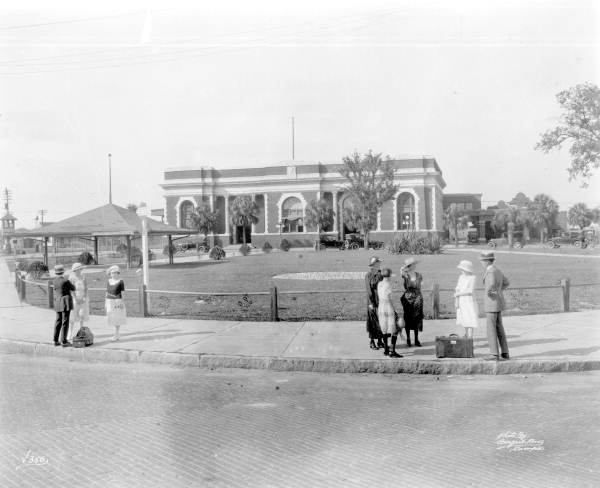
1922年の当駅

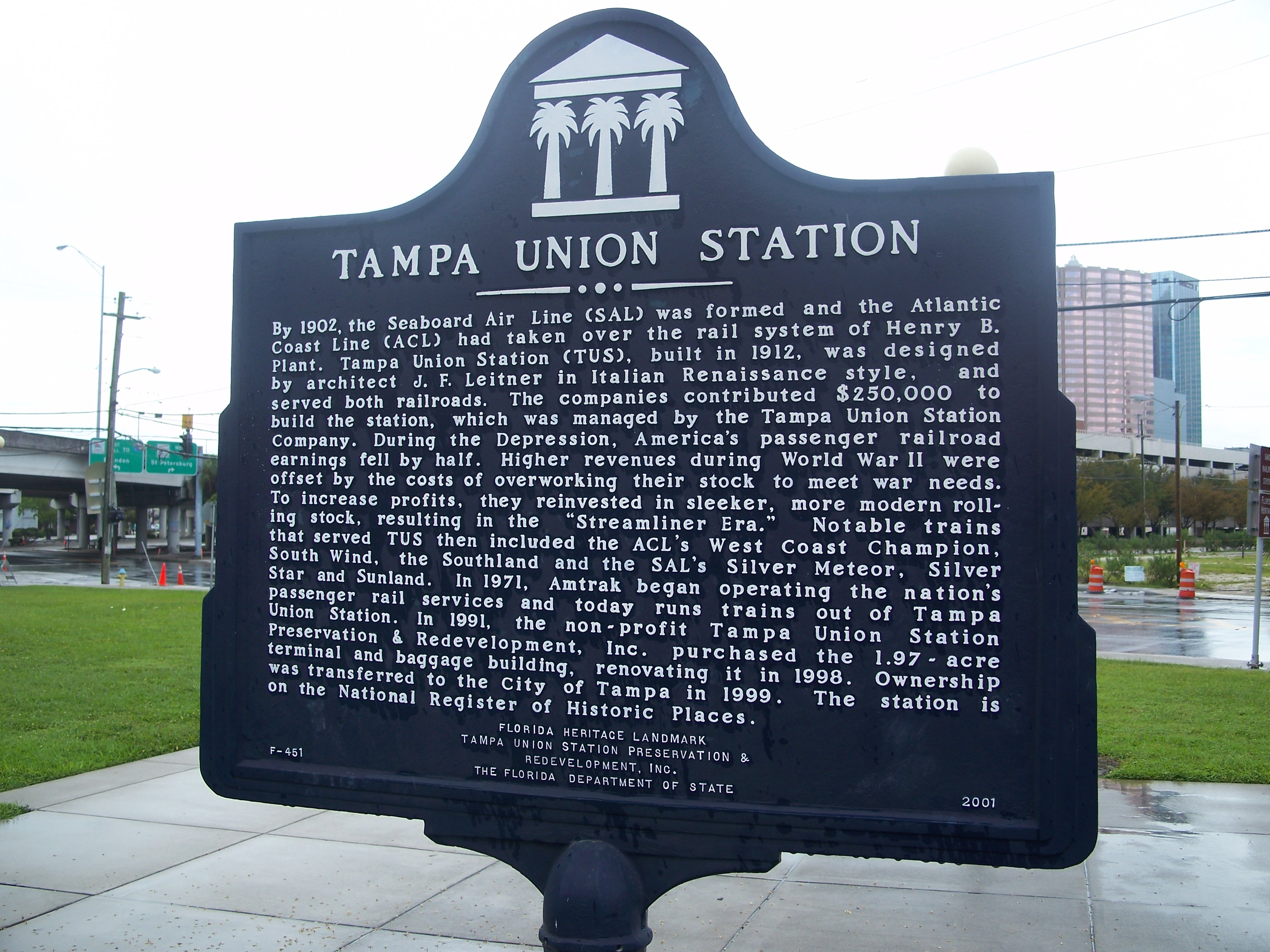
アメリカ合衆国国家歴史登録財説明板

タンパユニオン駅は、1912年5月15日に開業した。本来の目的は、一つの駅でアトランティック・コースト・ライン鉄道、シーボード・エア・ライン鉄道、およびタンパ北部鉄道の旅客取扱いを統合することだった。1974年にアメリカ合衆国国家歴史登録財に登録された。1950年代を通して、高速道路や航空旅客輸送の連邦政府の投資はタンパ・ユニオン駅の未来を衰退させ始めた。旅客列車の乗客は、1950年代から20年間通じて利用者数が減り続け、タンパ・ユニオン駅は修繕に苦しむようになった。1980年代に入ると降雨があれば雨漏りし、漆喰が定期的に天井から剥落するような状態だった。1984年から14年間、アムトラックの乗客は駅のプラットホームに隣接するプレハブ建物内の駅窓口と待合室の「間に合わせ」使用をしなければならなかった。1988年にタンパ・ユニオン駅保全再開発株式会社 (TUSP＆R) が当駅を修復するための助成金を調達することを目的に設立された。1991年にTUSP＆Rは元所有者の鉄道の後継企業である貨物鉄道会社CSXからタンパ・ユニオン駅を購入した。TUSP＆Rは、駅舎修復工事のための資金を調達するための努力をし、助成金や融資を通じて400万ドルの調達に成功した。調達先はフロリダ州運輸省を通した連邦政府陸上交通輸送効率化法に基づく補助金、タンパ市の補助金、歴史保存のためのナショナルトラストの無利子ローン等である。修復工事の過程でプルマン、タンパユニオン駅会社およびシーボード・エア・ライン鉄道に関連する数多くの文書が駅で発見された。ボランティアはソートされ、南フロリダ大学図書館特別コレクション、シカゴのニューベリー図書館に収蔵された。修復工事は1998年5月に完成して、駅はリニューアルオープンしアムトラックの乗客と公衆の利用を開始した。タンパ・ユニオン駅が100周年を迎えた2012年に、全米鉄道歴史協会によって歴史的鉄道のランドマークとして登録された。

## 利用可能な鉄道路線／列車
アムトラックのタンパ・ユニオン駅に発着する列車は下記の通り。
ニューヨークとマイアミ間の夜行長距離列車シルバー・スター号…1日1往復停車
※当該列車は盲腸線を運行するようにタンパを経由し、当駅で折り返す。レイクランド駅は片道で2回停車する。

## バス
当駅では下記のバスに連絡している。
中長距離バス… アムトラックの列車と連絡輸送を行うアムトラック・スルーウェイ
中長距離バス… グレイハウンド (Greyhound) ※当駅より500mほど西にバス停がある。
路線バス… ヒルズボロ地域交通局 (HART) #2, #9, & #12の各系統